# Triple Play 96
Triple Play 96 est un jeu vidéo de baseball sorti uniquement sur Mega Drive en 1995. Le jeu a été développé par Extended Play Productions et édité par EA Sports.

## Système de jeu
Le jeu utilise une vue du receveur et vous offre un arsenal de vrais lancers. Vous choisissez un type de pitch et vous tirez. Vous pouvez le diriger avec le D-pad, qui envoie le pitch plus ou moins loin.